# Cash App
Cash App (anteriormente conhecido como Square Cash) é um serviço pagamento móvel desenvolvido pela Square, Inc., permitindo que os usuários transfiram dinheiro uns para os outros usando um aplicativo de telefone celular. Em 18 de fevereiro de 2018, o serviço registrou 7 milhões de usuários ativos.

## História
Em março de 2015, a Square introduziu o Square Cash para empresas, que inclui a capacidade de indivíduos, organizações e proprietários de empresas usarem um nome de usuário exclusivo para enviar e receber dinheiro, conhecido como $ cashtag.
Em janeiro de 2018, o Cash App foi expandido para oferecer suporte à negociação bitcoin.

## Serviço
O serviço permite que os usuários solicitem e transfiram dinheiro para outra conta Cash por meio do aplicativo Cash ou email. Os usuários podem optar por retirar o dinheiro com seu cartão de débito Visa, chamado Cash Card, em caixas eletrônicos ou transferi-lo para qualquer conta bancária local.
O Cash Card é um cartão preto personalizável. Os usuários são solicitados a assinar seu nome no aplicativo móvel. A assinatura será impressa no cartão e enviada ao usuário.
A Square Cash também introduziu seu nome de usuário exclusivo, conhecido como $ cashtag. Ele permite que os usuários transfiram e solicitem dinheiro de diferentes usuários digitando esse nome de usuário.
Em 7 de março de 2018, o Cash App suporta depósitos diretos  ACH.
No dia 3 de novembro de 2021, a Square disponibilizou o Cash App para adolescentes de 13 a 17 anos. Antes disso, o aplicativo exigia que seus usuários tivessem no mínimo 18 anos. Adolescentes mais jovens precisarão da autorização de um pai ou responsável para terem suas contas autorizadas e não terão acesso à criptomoeda ou negociação de ações até atingirem a maioridade.